# UFC 158
UFC 158: St-Pierre vs. Diaz fue un evento de artes marciales mixtas celebrado por Ultimate Fighting Championship el 16 de marzo de 2013 en el Bell Centre, en Montreal, Quebec, Canadá.

## Historia
El evento principal evento contó con un combate por el campeonato de peso wélter entre el actual campeón Georges St-Pierre y Nick Diaz, este último tenía deseado pelear con GSP desde casi más de dos años.
La revancha entre Alessio Sakara y Patrick Côté, de su combate en UFC 154, se vinculó brevemente a este evento. Sin embargo, Sakara era forzado a salir de la pelea por el estrés renal.
Sean Pierson esperaba enfrentarse a Rick Story en el evento. Sin embargo, Pierson se retiró de la pelea alegando una lesión y fue reemplazado por Quinn Mulhern.
Rory MacDonald estaba programado originalmente para enfrentarse a Carlos Condit en una revancha. Sin embargo, el 18 de febrero, se anunció que MacDonald se retiró de la pelea alegando una lesión en el cuello. Condit acabó enfrentándose a Johny Hendricks quien fue sacado de su pelea con Jake Ellenberger. A su vez, Ellenberger se enfrentó al veterano que hacía su regreso al UFC Nate Marquardt.
Mitch Gagnon esperaba enfrentarse a Issei Tamura en el evento. Sin embargo, Gagnon fue obligado a salir de la pelea por una lesión y fue reemplazado por T.J. Dillashaw.
Johnny Eduardo tenía previsto enfrentarse a Yves Jabouin en el evento. Sin embargo, el 6 de marzo, Eduardo se vio obligado a retirarse de la pelea alegando una lesión en el hombro. Poco después, Jabouin fue retirado de la tarjeta por no haber podido encontrar sustituto en poco tiempo.

## Resultados
1. ↑  Por el campeonato de peso wélter de UFC.

## Premios extra
Cada peleador recibió un bono de $50,000.
- Pelea de la Noche: Carlos Condit vs. Johny Hendricks
- KO de la Noche: Jake Ellenberger
- Sumisión de la Noche: no hubo sumisiones.